# Revista porteña
La revista porteña es un género teatral autóctono de Argentina, derivado del teatro de revista, que se originó en la ciudad de Buenos Aires y lideró el circuito teatral local —concentrado fundamentalmente en la avenida Corrientes— desde su surgimiento en los años 1920 hasta los comienzos de su decadencia en la segunda mitad de los años 1970. El Teatro Maipo fue el más emblemático del estilo, conocido como la «catedral de la revista porteña», aunque también se destacaron El Nacional, el Tabarís, el Astral y el Cómico. Su antecedente inmediato fue la revista criolla, que surgió a finales de la década de 1890 como una adaptación local del teatro de revista en su versión española. La transformación de la revista criolla en la revista porteña tuvo lugar a partir de 1922, cuando la presentación de espectáculos de revista franceses —notablemente el de Madame Rasimi y su compañía Ba-Ta-Clan, que dio origen al término «bataclana»— causaron gran impacto en las audiencias de la ciudad y ejercieron influencia en los productores teatrales. Los espectáculos franceses introdujeron el formato de revista con vedettes semivestidas y un estilo de producción basado en el lujo, el esplendor visual y la sensualidad escénica, impactando profundamente en la conformación de la revista porteña.
Durante las décadas siguientes, la revista porteña vivió un auge sin precedentes, llegando a estrenar más obras musicales que ciudades teatrales de referencia como Nueva York. Surgieron grandes figuras locales, entre actores, comediantes, cantantes y vedettes, que consolidaron un estilo caracterizado por la ausencia de un argumento lineal, privilegiando en cambio la sucesión de sketches, monólogos, números musicales y coreografías ostentosas. El período comprendido entre 1940 y 1960 es considerado la «Época Dorada» de la revista porteña. Durante esos años, el género alcanzó su máxima popularidad y consolidó sus rasgos estilísticos distintivos, aunque la etapa también estuvo atravesada por la censura política, especialmente durante la dictadura de la Revolución del 43 y el gobierno peronista, que limitaron la sátira política y la expresión artística, provocando que la revista migrara hacia temáticas más conservadoras o se valiera de elementos internacionales. A pesar de ello, la revista porteña mantuvo su vigencia y logró adaptarse, destacándose figuras como Nélida Roca, apodada la «Venus de la calle Corrientes», y empresarios teatrales como Carlos A. Petit, que impulsaron la producción y difusión del género.
Durante las décadas siguientes, la revista porteña enfrentó nuevos desafíos: la competencia con el cine sonoro, la televisión y otros géneros teatrales como el café-concert. En los años 1960 y 1970, aunque comenzó a perder popularidad, continuó produciendo éxitos y renovándose con la aparición de nuevas vedettes, incluyendo a Nélida Lobato y Moria Casán. También en este período la revista porteña abrió sus puertas a la diversidad sexual, destacándose la inclusión de vedettes travestis como Vanessa Show, pionera en la representación travesti-trans en el género. Los cambios sociales y culturales de finales del siglo XX y comienzos del siglo XXI, sumados a la crisis económica y a la transformación en las formas de entretenimiento, condujeron a una paulatina decadencia de la revista porteña. En la actualidad, se la considera un género prácticamente desaparecido que subsiste de forma esporádica o transformada, influenciado por otras formas del teatro musical y el humor televisivo. Desde 2013, integra la lista oficial de Patrimonio Cultural de la ciudad, junto a emblemas de la cultura porteña como el tango o el fileteado.

## Características

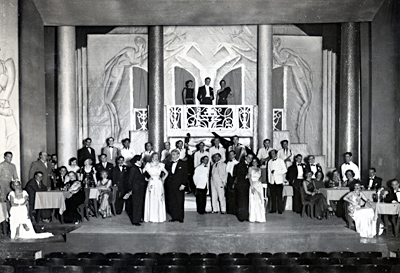
El elenco de la revista Cabaret, presentada en el teatro Maipo en 1936.

En su versión clásica, la revista porteña se caracteriza por mantener una estructura predefinida en la secuencia de sus segmentos (llamados «cuadros») basada en la alternancia entre números musicales y coreográficos, intercalados con sketches humorísticos que principalmente tratan temas políticos y sexuales; un patrón que se mantuvo constante desde aproximadamente 1920 hasta su declive en la década de 1970. El autor Roberto Tálice, testigo de la revista porteña desde su época inaugural, explicó la estructura típica que definió al género en una entrevista de 1991: «Se abría el espectáculo con un número cantable a modo de prólogo, adecuado al título de la revista, con el mayor número posible de elementos en escena. La consigna de este primer número era que fuera siempre impactante pero dijera muy poco, algo así como crear suspenso. Su final era acompañado de un telón rápido que precedía dos sketches, cada uno con un minúsculo argumento, una peripecia desarrollada por tres, cuatro o cinco actores a lo sumo, con un desenlace inesperado. (...) Entre cada sketch se intercalaba algún número musical breve. (...) Ahora sí venía el famoso monólogo. Siempre, o las más de las veces era político. Infaltable en una revista. (...) A continuación teníamos un número de danza muy importante. Allí estaba el lucimiento de las vedettes y de los bailarines. Eran coreografías muy elaboradas. Antes del final venía un número muy esperado: el tango. Generalmente en la voz de una mujer. Siempre se estrenaba uno en cada revista. Así llegamos a la apoteosis final. Debía ser espectacular, soberbia. Era un número bailable y cantable con alusión al título de la revista. Con obligatorio desfile de toda la compañía. Las primeras figuras hacían saludos individuales. Para esto se recurrió a muchos recursos técnicos de escenografía: las pasarelas primero, las escaleras después».

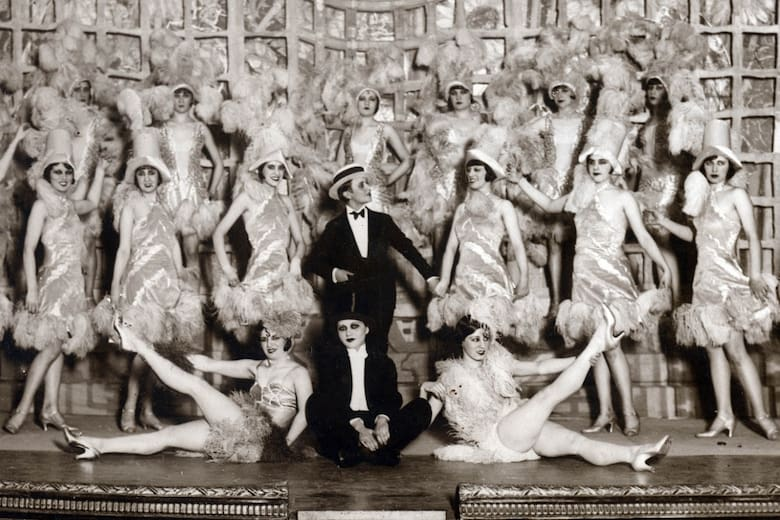
El elenco de una revista porteña de los años 1920.

En un artículo escrito para la revista El mundo teatral en 1921, Carlos Román realizó una detallada descripción de la estructura del género que «muestra la íntima relación y mutua implicancia de lo verbal y lo no verbal». Según Román, las revistas de aquel momento comenzaban con un prólogo en el que un personaje, ya fuera un poeta, un «viejo verde», un «atorrante» o, más comúnmente, un canillita, entraba en un sueño. Las luces se apagaban, un reflector se encendía y, tras el sonido de un platillo, un escotillón se abría y aparecía el hada (símbolo de la revista, la fantasía, la inspiración, la magia, la vida, la esperanza, la alegría o incluso una diosa), quien consolaba al personaje prometiéndole un espectáculo entretenido. Mientras tanto, la orquesta tocaba una melodía suave en la penumbra. Tras un momento de oscuridad total, la escena se iluminaba por completo con reflectores y la orquesta alcanzaba su máximo volumen: la revista estaba en pleno apogeo, con un decorado fantástico que servía de marco a un grupo formado por todas las mujeres de la compañía. El hada, siempre situada a la derecha, anunciaba al personaje la sucesión de los distintos cuadros. Eran típicas las intervenciones en verso destinadas a conmover el patriotismo del público, un gran número musical que aprovechaba el cuerpo de baile de la compañía, un monólogo a cargo del actor cómico, escenas político-satíricas (a menudo censuradas) y cuadros musicales de estilos extranjeros. El espectáculo concluía con una apoteosis o un número de conjunto diseñado para destacar el talento femenino.

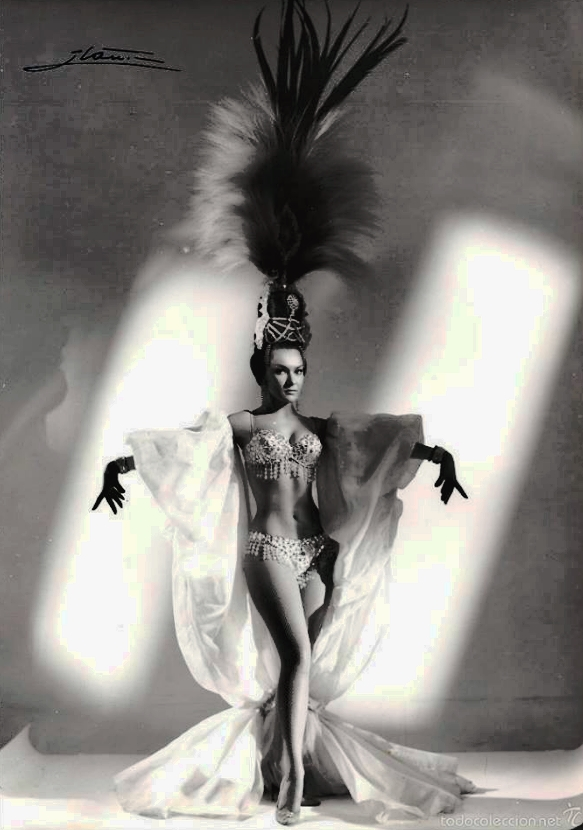
Ethel Rojo c. años 1950–1960, vistiendo un traje típico de vedette.

Tanto la revista porteña, surgida como tal en la década de 1920, como su predecesora, la revista criolla, reflejaban los efectos del progreso urbano y tecnológico en la sociedad. A partir de los años 1920, se incorporaron elementos de influencia francesa que definieron el nuevo estilo de la revista porteña, como el lujo y el encanto de las vedettes, el despliegue escénico, el color local y la representación de ambientes exóticos. A estos se sumó un elemento central para la revista porteña: la actualidad. Las transformaciones urbanas, la política, el cine y el fútbol se convirtieron en temas recurrentes que protagonizaban diversos sketches. Antonio Botta, libretista de la Compañía de Revistas de Pepe Arias, definió al teatro de revistas del siguiente modo en 1937: «Yo creo que la revista no es un género que permita trazar normas y establecer orientaciones a priori, sino una forma de teatro accidental y variable, una especie de periodismo objetivado, en el cual la sucesión de hechos, imprevistos casi siempre dará apoyo más o menos sólido a la pluma del comentarista. A mayor abundancia de actualidades, sea en el campo político, social o simplemento en acontecimientos que ofrezcan su aspecto satirizable, hallará el autor más materia para su trabajo...». La caricatura política, un rasgo distintivo de la revista porteña, comenzó a ser reemplazada a partir del gobierno de facto de 1943 y, posteriormente, durante el peronismo, por un humor más burdo y chabacano, centrado principalmente en lo sexual. Este tipo de humor dominó los escenarios, incluso en años posteriores, cuando la censura fue eliminada.

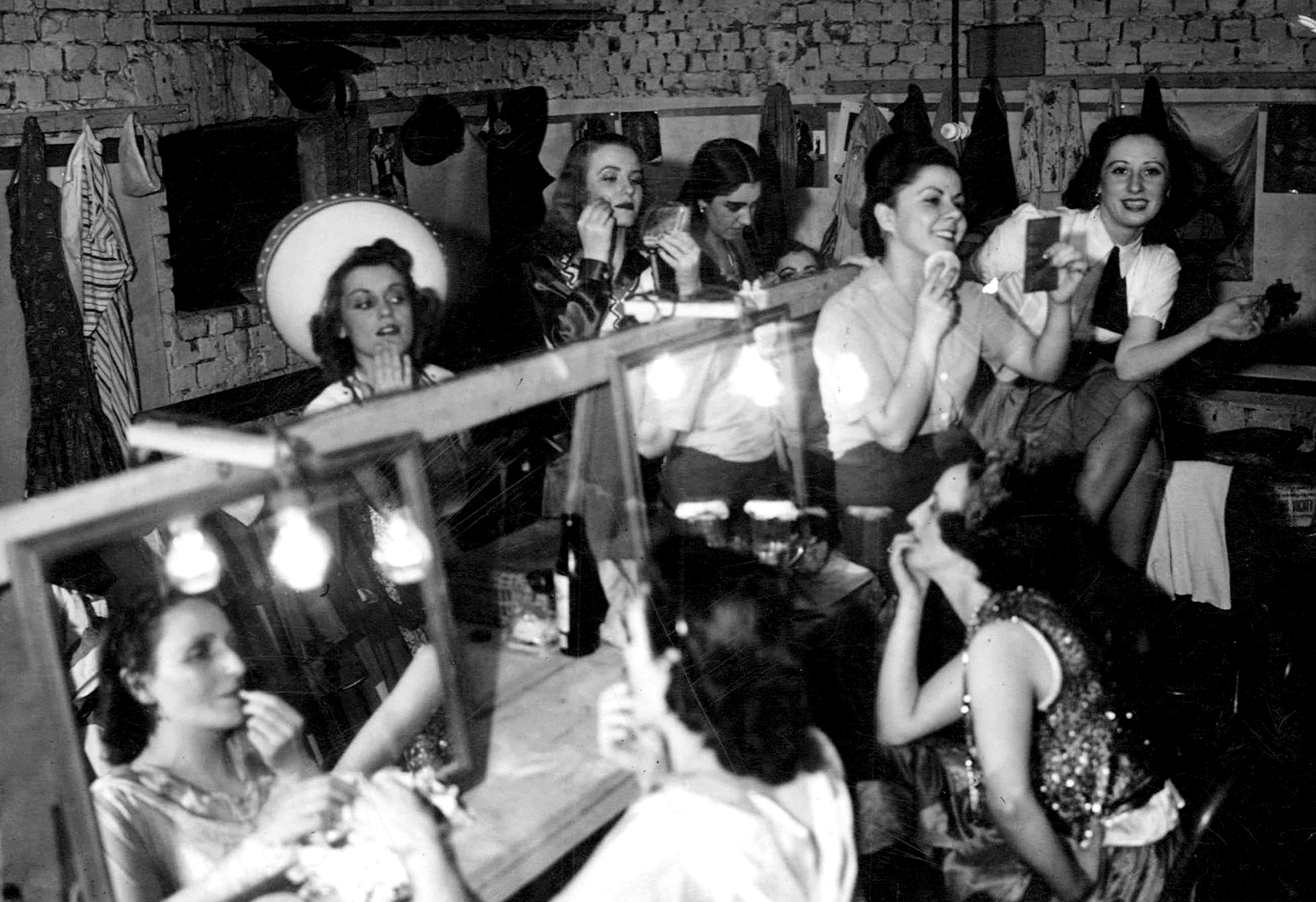
Coristas del teatro Maipo maquillándose antes de entrar a escena en 1939.

Un rasgo clásico de la revista porteña es la estricta jerarquización en los elencos, que determinaba los roles dentro del espectáculo. Moria Casán, quien se consagró como vedette en los años 1970, recordó en un reportaje de 2012 la estructuración típica del elenco femenino: «estaban las coristas, que podían llevar la cola destapada, las modelos, que solamente desfilaban y mostraban sus pechos en topless, las bailarinas, que no llevaban las colas destapadas y ponían su virtuosismo. Después, se traen las bluebell girls, que hacían topless sin pezoneras. Luego, dentro de las vedettes, estaban las medias vedettes, que hacían una breve aparición en el cuadro de la segunda vedette. La segunda vedette, que tenía su cuadro y algunos sketchs, y la primera vedette, que tenía el cuadro principal, el sketch principal y el final. Ahora, esa jerarquización no existe». La figura del humorista, conocido como «capocómico», ha sido descrito como la «columna vertebral de la revista» y encabezaba el cartel de la mayoría de las producciones.

Una vedette es, entre otras cosas, un consenso de la belleza, un porte. En la naturaleza misma de su condición constitutiva habita el encanto, y su trabajo es la hipnosis que producen no sus capitales artísticos, sino el fulgor de su mera aparición, la diosa corporizada ahí adelante, a unos metros, tan real sobre el escenario. Nadie obliga a la vedette a saber cantar, bailar, actuar. Porque una vedette, en la figuración del varieté y en la honda tradición del teatro de revista argentino, sólo debe emerger de su propia fragua y rendir a la platea con el hecho bendito de su presencia.

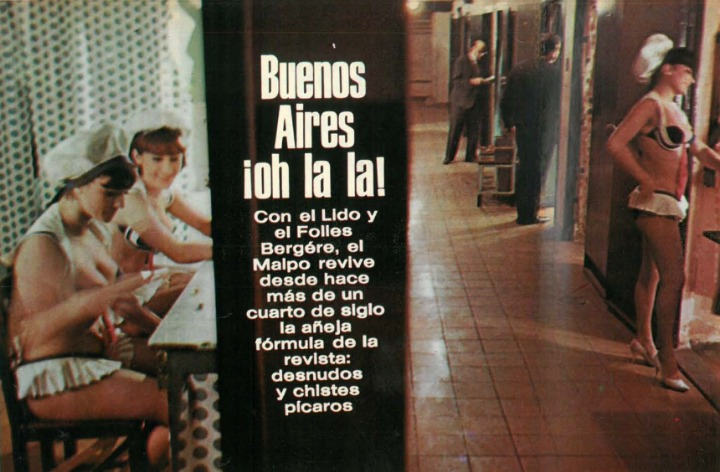
Detrás de escena de una revista en el Maipo, en un reportaje de Panorama de 1966.

Uno de los aspectos característicos y más criticados de la revista porteña ha sido la reproducción de los prejuicios sociales en torno a la mujer. Isabel Coello, vedette del Maipo, declaraba en un reportaje de 1967 para Siete Días Ilustrados acerca del acoso masculino: «Es la peor parte del trabajo: los hombres nos consideran deshonestas. Mamá lo sabe y me protege. Ellos no se dan cuenta que cumplo 8 horas de una jornada extenuante: me visto y me desvisto 10 veces por noche, bailo, canto, hablo y grito por sólo 30.000 pesos mensuales». En la misma nota, su compañera Tita continuó: «No sólo eso tenemos que soportar. Además estamos sometidas a un régimen disciplinario de cárcel. Si nos olvidamos un aro recibimos una multa y cosas por el estilo... Si llegamos 5 minutos tarde a un ensayo, nos amonestan como a colegialas». Sobre la representación de la mujer en la revista porteña, las investigadoras Beatriz Trastoy y Perla Zayas de Lima escribieron:

Se ha insistido frecuentemente en que la revista presenta a la mujer como un objeto sexual ambivalente: es admirada y, al mismo tiempo, degradada. En efecto, el protagonismo escénico de la figura femenina no se limita a la pura exhibición física: es cantante, bailarina y actriz. Cuando la figura femenina alcanza el rango de primera vedette aparece como la triunfadora, la que ha competido, ha ganado y ha sido elegida entre muchas. Se permite entonces degradar y desvalorizar a las otras mujeres que intervienen en el espectáculo, tratándolas de vulgares, ignorantes y prostituidas. Confrontada, en cambio, con el cómico, la vedette, es, por su parte, degradada, maltratada verbal y físicamente a través de insultos y manoseos. Se vuelve objeto sexual procurador de placer para el hombre y provoca su excitación. Esta idea de la desvalorización de la figura femenina se refuerza por el sentido fetichista que adquiere el característico y deslumbrante vestuario exhibido en escena.

## Historia

### 1870–1890: Antecedentes y precursores

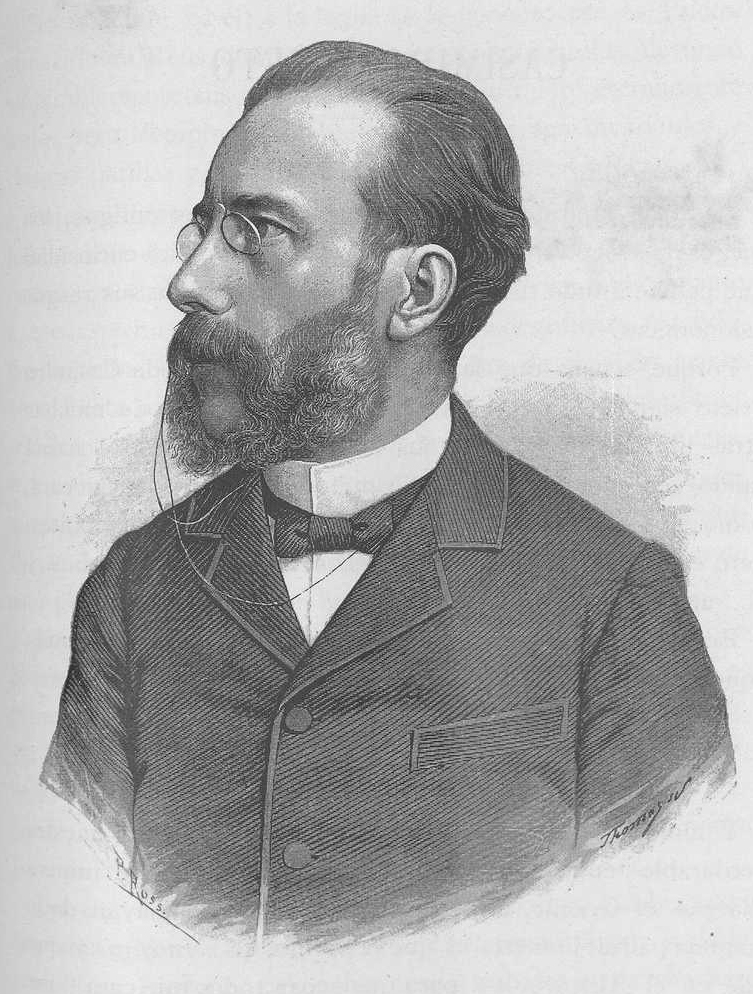
Casimiro Prieto Valdés retratado hacia 1891. Su obra El sombrero de Don Adolfo, estrenada en 1875, ha sido considerada como el primer antecedente de la revista porteña.

A diferencia de otros estilos teatrales con tradición en Buenos Aires, la revista es un género «inmigrante y reciente», habiendo llegado a la ciudad a través de sus versiones francesa y española. La primera obra en ser llamada una revista fue 1841 et 1941 ou aujourd'hui et dans cent ans (en español: «1841–1941 u Hoy y dentro de cien años»), estrenada en París en 1841, la cual combinó elementos de la féerie, el café-concert, el music hall, el varieté y la comedia musical. El término «revista» viene del francés revue, que significa «repasar, ver de nuevo, y esto es lo que proponía en sus orígenes: pasar revista a los hechos de la actualidad política, en medio de un espectáculo que combinaba música, baile y muchas veces, un cuadro teatral o sketch de contenidos netamente paródicos y humorísticos». Desde Francia, la revista se extendió a otros países como Inglaterra, Alemania, Italia, España y Estados Unidos, donde Florenz Ziegfeld inmortalizó el género con sus Ziegfeld Follies a partir de 1907. En España, la revista apareció asociada a los géneros vernáculos del sainete y la zarzuela. La primera de este país fue 1864–1865, aunque la «culminación de la organización del género revisteril español se encuentra recién en La Gran Vía, estrenada en Madrid en 1886 y un año después en Buenos Aires, fundándose con este estreno la tradición de la revista española en el Río de la Plata».
La sátira política, un elemento fundamental de la futuras revistas criolla y porteña, tiene una larga tradición teatral en Buenos Aires. Por ejemplo, durante el gobierno de Nicolás del Campo, marqués de Loreto que fue virrey del Río de la Plata entre 1784 y 1789, se escribió La tirana, una tonadilla (canción pensada como intermedio a una función teatral) que lo criticaba abiertamente. Más tarde, la intérprete más destacada de la sátira política durante el período de la Independencia fue la criolla Ana Rodríguez Campomanes, que estuvo presente en los escenarios de Buenos Aires entre 1816 y 1839. Tras el pronunciamiento de Justo José de Urquiza contra el gobernador Juan Manuel de Rosas en 1851, florecieron los sainetes o fin de fiesta en contra del general, como El entierro del loco, traidor, salvaje unitario Urquiza, estrenado en el primitivo teatro Argentino (ex Coliseo Provisional) aquel año.
Existen opiniones encontradas acerca de los precursores del teatro de revista en Argentina. Los estudiosos del teatro argentino han citado en varias ocasiones a la obra El sombrero de Don Adolfo de Casimiro Prieto Valdés, estrenada en 1875, como el primer antecedente de la revista porteña.
Algunos críticos teatrales, como Edmundo Guibourg, consideran la obra de Eduardo de Rico y Eduardo García Lalanne La nueva vía o el estado de un país (1888), una sátira de La Gran Vía, como la precursora del género en Buenos Aires. Varias otras obras han sido citadas como pioneras, como Un día en la capital y La fiesta de Don Marcos de Nemesio Trejo y Andrés Abad Antón, De paseo por Buenos Aires de Justo López de Gomara e Isabel Obrejón, De paso por aquí, Otra revista y Lo que vale un apellido de Miguel Ocampo y Abad Antón, y El gato electoral de Eduardo Gordon; todas ellas estrenadas hacia 1890.
El estreno en Buenos Aires de La Gran Vía supuso la apropiación del modelo de la revista española por parte del sistema teatral local, a partir del cual se produjeron una serie de revistas criollas.

### 1890–1920: Inicios de la revista criolla

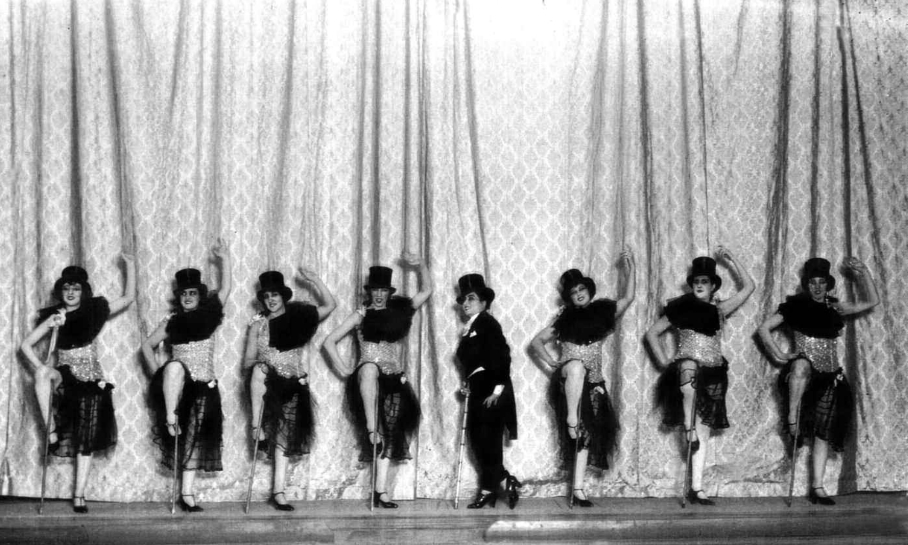
María Esther Podestá vestida de frac en una revista hacia 1919.

En 1957, el historiador del teatro Luis Ordaz escribió sobre la revista porteña: «Al llegar el 90, puerta que conducía hacia acontecimientos políticos de trascendental importancia, el clima de agitación que se vivía en las calles, subió audazmente al escenario, transformándose en un certero elemento de burla y crítica».
El 27 de enero de 1898 se estrenó en el Circo Pabellón General Lavalle (donde actualmente se encuentra la Escuela Presidente Roca, en Libertad y Tucumán) la obra Ensalada criolla, considerada la «piedra miliar de la revista criolla de la primera época». Se trató de la primera revista en reunir a un autor, un músico y una compañía locales: Enrique Demaría (o De María), Eduardo García Lalanne y los célebres Hermanos Podestá del circo criollo, respectivamente. Por esta razón, Ensalada criolla es descrita por muchos historiadores y críticos como la primera revista criolla, aunque esta afirmación es discutida, pues ya existían obras con autores locales representadas por compañías españolas. Edmundo Guibourg la calificó como «la primera revista cien por ciento local», mientras que José Podestá (cabeza de la compañía) fue menos contundente al calificarla como «la primera revista que nacida en el circo conquistó después muchísimos teatros». En cualquier caso, la obra consolidó el género con diálogos, personajes y música locales, destacándose la milonga «Soy el rubio Pichinango» de García Lalanne.
El dúo De María–García Lalanne luego escribió otras revistas con títulos insinuantes, como En la boca del Riachuelo, Bohemia Criolla, Pica Pica o Compás de dos por cuatro.

### 1920–1940: Consolidación

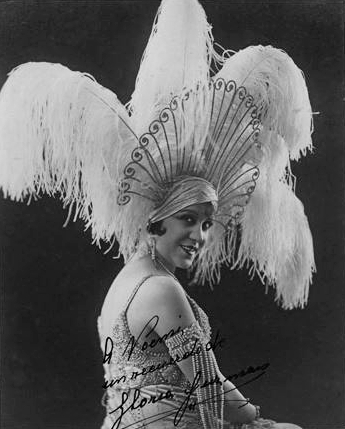
Radicada en Buenos Aires desde 1924, la española Gloria Guzmán pronto se consagró como una de las vedettes más destacadas de su época.

El gran cambio en el teatro de revista local —que devendría en el pasaje de la revista criolla a la revista porteña— comenzó en abril de 1922, cuando Madame Rasimi —creadora del teatro Ba-Ta-Clán de París— llegó a Buenos Aires con su compañía de vedettes semivestidas, presentando la revista Paris Chic, que causó un gran impacto en el público porteño. A este espectáculo le siguieron las revistas de Rasimi, Au Revoir y Pour vous plaire, las cuales también fueron un suceso y una novedad en la Buenos Aires de entonces. En estos nuevos espectáculos revisteriles, se destacó el rol de la vedette Mistinguett, quien se convirtió en un ícono del género y un símbolo sexual de la época, imponiendo un estilo que adoptarían las figuras femeninas del teatro de revista local. En su libro Historia de las varietés en Buenos Aires (1972), Osvaldo Sosa Cordero definió a Mistinguett como «la fea de la voz cascada y simpatía impar, que ejerciera extraordinario magnetismo sobre las plateas desde los albores del siglo hasta bien avanzado el mismo... Un torrente de plumas y strass, de rasos y sedas, de lujo y color, ponía deslumbrante marco revisteril a la labor de la diva que, con su papagayo y su mono tití, desembarcó envuelta en espectacular abrigo de pantera».

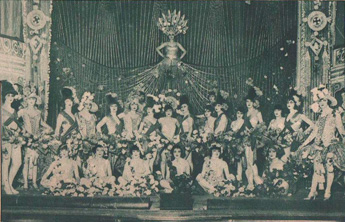
Vista de la revista Mujeres, flores y alegría, presentada en el Teatro Maipo en 1926.

En 1923, arribó a Buenos Aires la compañía del productor Léon Volterra con un espectáculo revisteril en el teatro Cervantes, el cual, aunque gozó de mayor éxito que la segunda gira de Rasimi, fue «muy pronto olvidado, mientras que la Rasimi y sus bataclanas perdurarán en el imaginario porteño y en su folclore teatral hasta la actualidad». Este período de influencia francesa continuó con la llegada al país en 1925 del chansonnier Maurice Chevalier, acompañado por su esposa y partenaire Yvonne Vallée, seguido por Randall, quien «cautivó a las mujeres con su peculiar estilo y cosechó numerosos émulos locales». La otra gran estrella extranjera que arribó a la ciudad en la década de 1920 fue Josephine Baker, quien visitó el país por primera vez en 1928. La bailarina estadounidense radicada en París, que por entonces se encontraba en el apogeo de su carrera, tuvo un gran recibimiento con sus actuaciones en el teatro Astral. También llegaron al país las figuras españolas de Conchita Piquer y Miguel de Molina para incorporarse a diferentes espectáculos de revistas.

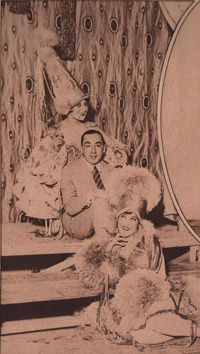
Pepe Arias, Perlita Greco y Laura Hernández en la revista Cabecitas locas, estrenada en el Maipo en 1927.

Tras el éxito de las revistas de Madame Rasimi, surgieron espectáculos locales que buscaron competir con el estilo francés, como Buenos Aires chic o París reo de Romero, Pelay y Herrera, Chau París de Roberto Cayol o Remate del Bataclán de Pascual Contursi. Los empresarios, productores y autores del teatro de revista de Buenos Aires fijaron su mirada hacia el estilo francés, dejando de lado la línea argumental a favor de una sucesión de sketches, monólogos y números musicales fastuosos. La imagen escénica de Mistinguett —caracterizada por su sensualidad y lujosos trajes y tocados, ataviados con gran cantidad de plumas— fue un punto de referencia para las vedettes locales, quienes comenzaron a presentar atuendos más reveladores, dejando atrás los corpiños color carne e incorporando tocados con brillos, plumas y tul. En su columna del diario Crítica, en aquella época, el crítico teatral e historiador Edmundo Guibourg remarcó:

Lo que madame Rasimi enseñó fue el aprovechamiento de los conjuntos y cierto buen gusto en la presentación. De los batallones de auténticas girls que ella traía, educadas militarmente en tradicionales academias de cuerpos de baile, nacieron nuestras girls porteñas, improvisadas bailarinas, que quemaron todas las etapas de la profesión. Ellas, las «caras bonitas», los cuerpos gráciles, las pobres bataclanas de catorce horas de gimnasia diaria y ciento cincuenta pesos mensuales de sueldo, sin contrato y sin defensa societaria, ellas han sido los verdaderos puntales de todas las revistas. Y han hecho también la fortuna de los boleteros.

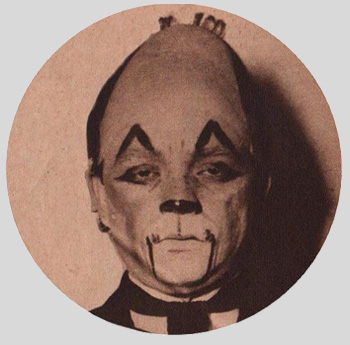
Eduardo de Labar caracterizado como Hipólito Yrigoyen en la revista A misia presidencia, presentada en el Teatro Maipo en 1928.

Acerca del pasaje de la revista criolla a la nueva revista porteña, el investigador Martín Rodríguez señaló:

Si la revista criolla había tenido como objeto la construcción de una nacionalidad a partir de la fusión en el espacio escénico de la tradición y el progreso, la revista porteña buscó en sus inicios exhibir los sueños del público, escenificar su imaginario (lujo, exotismo, bellas mujeres) pero también inducir a la risa y a una módica reflexión política (...) Podemos afirmar que, en el proceso que marcó el pasaje de la revista criolla a la revista porteña, el antiguo relato fue reemplazado por el fragmento, por la falta de conexión entre los distintos bloques y lo espectacular se impuso por sobre lo narrativo. Sin embargo, estos cambios solo fueron posibles en la medida en que estuvieron articulados con la incorporación de elementos de la vieja forma lo cual hizo que fuera percibida por los espectadores más avisados como remanente incluso en el momento de su emergencia.

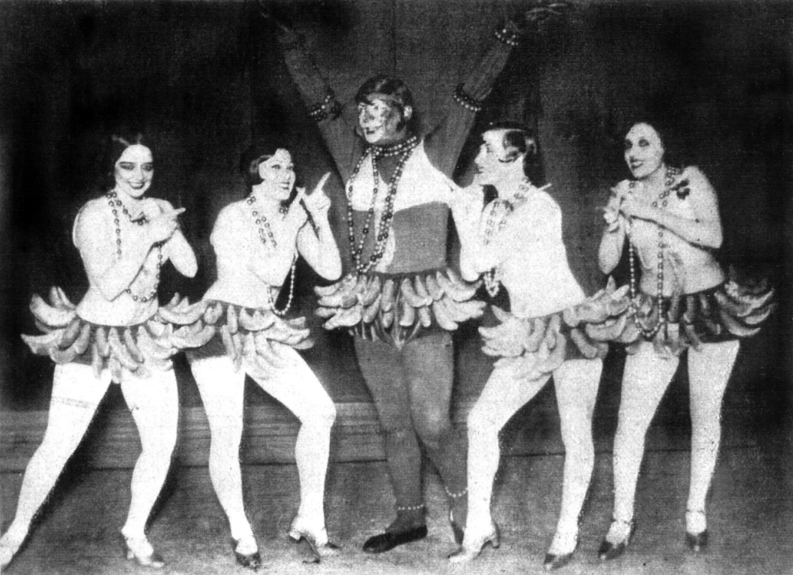
Marcos Caplán travestido como Joséphine Baker en su icónico atuendo de bananas, en la revista El presidente tiene razón, presentada en el Teatro Sarmiento en 1929.

Entre 1924 y 1930, la revista porteña vivió una época de gran esplendor. Un claro indicador de esto es que en 1926, año que marcó un auge en la producción revisteril en Buenos Aires, se estrenaron 81 revistas (sin incluir las comedias musicales), lo que representa más del doble de los 40 espectáculos musicales que debutaron en el circuito teatral de Nueva York en ese mismo año.
Es en la década de 1920 cuando «surgen las primeras grandes estrellas locales ligadas el género como Florencio Parravicini, Sofía y Olinda Bozán, Azucena Maizani, Tita Merello, Alberto Anchart, María Esther Gamas, Gloria Guzmán, Pepe Arias y Mario Fortuna, entre otros».

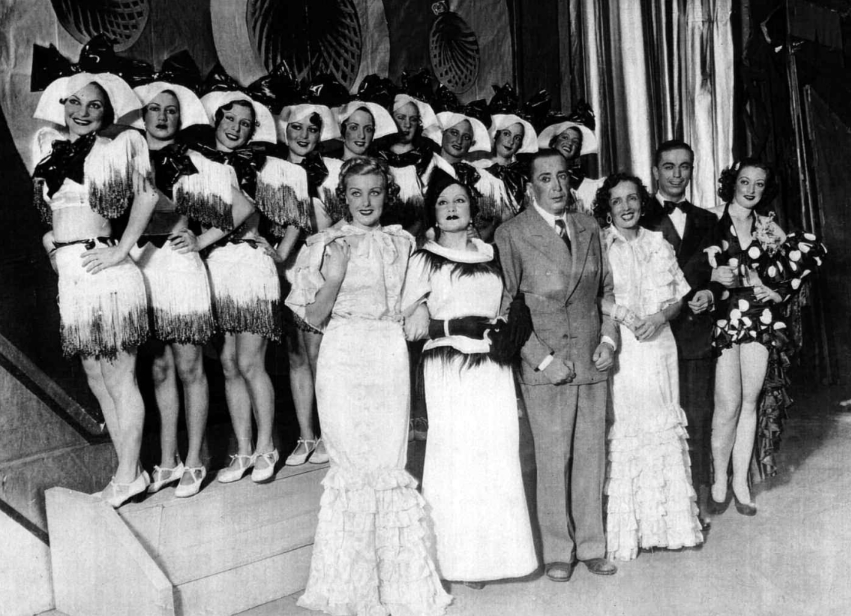
El elenco de la Compañía de Revistas del Teatro Maipo en el año 1935. Al frente de la línea de coro, de izquierda a derecha: Alicia Barrié, Gloria Guzmán, Pepe Arias, Sofía Bozán, Juan Carlos Thorry y Aída Olivier.

La consolidación de la revista porteña ocurrió durante un período de auge del teatro popular argentino, que tuvo lugar entre 1900 y 1930 e incluyó a otros géneros como el «sainete (pieza breve de tipo cómico o cómico-dramático, basada en la caricatura del costumbrismo, especie de commedia dell'arte argentina), comedia asainetada (pieza extensa de tipo cómico o cómico-dramático, que aprovecha algunos recursos del sainete), comedia blanca (pieza extensa que reelabora los procedimientos del melodrama costumbrista), drama nativista (heredero de la gauchesca pero sin su carácter contestatario, se vale del melodrama para desarrollar la veta regionalista y la pintura de la cultura interior del país), [y] grotesco criollo (derivado del sainete, en el que se acentúa junto a lo cómico el sentido trágico de lo real)», entre otros.
La música y el baile del tango autóctono del Río de la Plata tomaron protagonismo en la revista, impulsando la popularidad de figuras como Azucena Maizani, Libertad Lamarque, Sabina Olmos, Tito Lusiardo, Ignacio Corsini y Agustín Magaldi, entre otros.
En la década de 1930, se vivió lo que se conoce como el «fraude patriótico» o la «década infame», período que se caracterizó por la violencia política, la exclusión de partidos y el uso de prácticas fraudulentas en las elecciones, acciones que tenían como objetivo preservar el antiguo orden oligárquico, que la élite consideraba como la auténtica vía hacia el progreso.
Durante la crisis económica y social que ocurrió entre 1929 y 1933, el cine sonoro comenzó a ganar terreno como forma principal de entretenimiento, superando al teatro comercial. En tan solo cinco años, la escena teatral perdió la mitad de su audiencia, y el público popular prácticamente desapareció.

### 1940–1960: Época canónica

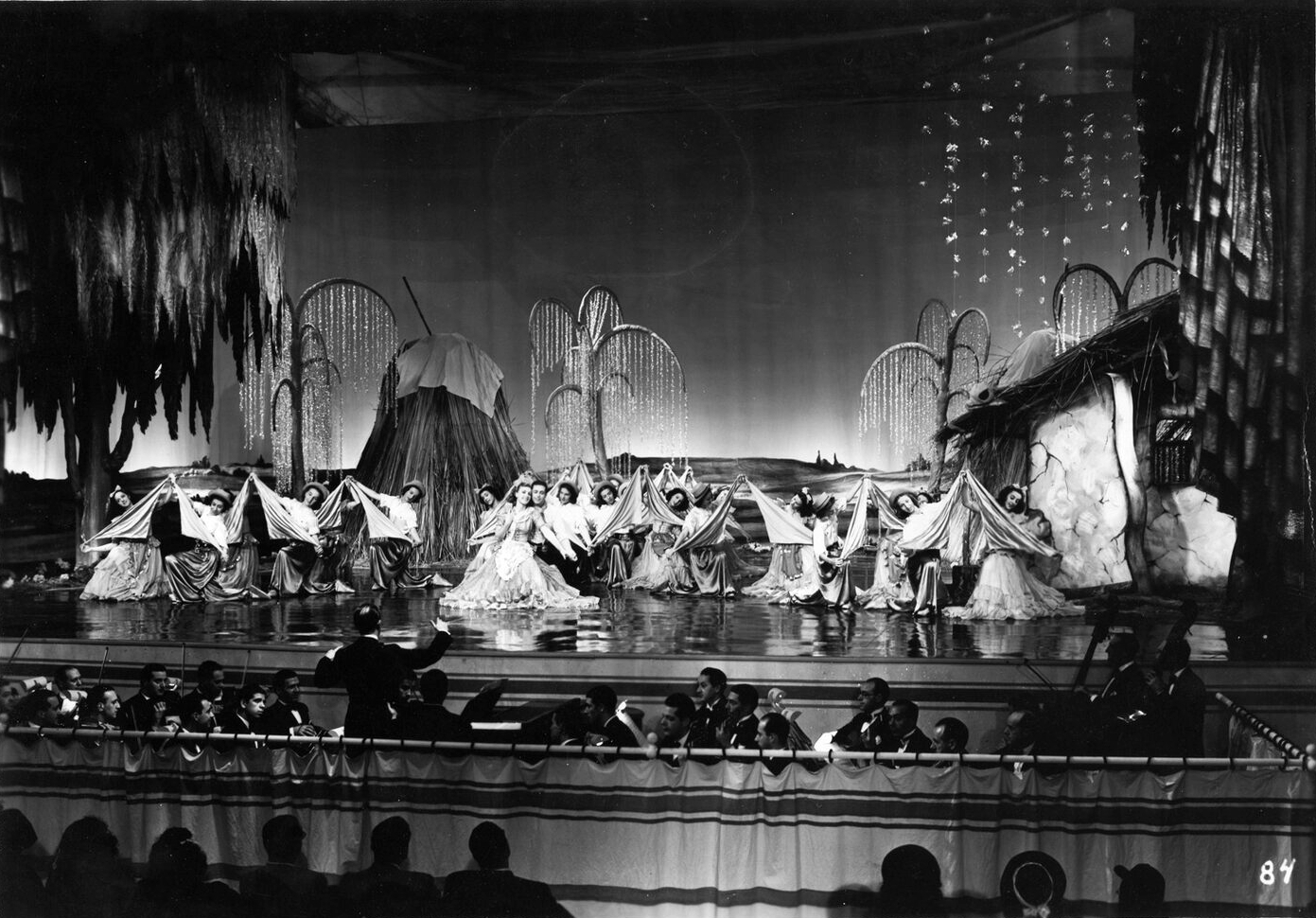
Cuadro musical de una revista representada en la película clásica Yo quiero ser bataclana (1941) de Manuel Romero.

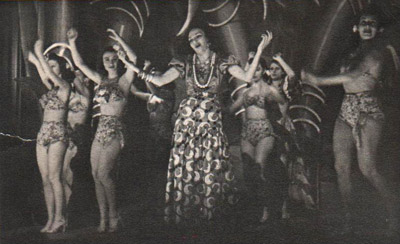
Blackie, María Zubarry y demás elenco femenino en una revista presentada en el Teatro Maipo en 1942.

El período comprendido entre 1940 y 1960 representa el momento canónico de la revista porteña, durante el cual se constituyeron sus rasgos estilísticos distintivos, surgieron sus artistas más emblemáticos y se consolidaron sus características distintivas. También llamado la «Época Dorada» de la revista porteña, fue un período de aumento de la popularidad del género y de la competencia entre las salas de teatro. Mientras que en la década de 1930 la revista porteña convivía en las carteleras con su antecesora la revista criolla, para finales de los años 1940 la primera había crecido tanto que provocó la desaparición total de la segunda. Según Raquel Prestigiacomo: «A partir de ahí y sin novedad empezaría el reinado del género que, como el tango o el colectivo, llegó a ser sinónimo de Buenos Aires». Pablo Gorlero notó que: «Ya en los años 40 y 50, la revista era definitivamente porteña»: «sin línea argumental, con pequeños segmentos cómicos, monólogos, canciones, coreografías y chicas con poca ropa». A las figuras ya establecidas del género se sumaron nuevos monologuistas y vedettes, entre ellos José "Pepitito" Marrone, Margarita Padín, Dringue Farías, Fanny Navarro, Humberto Ortiz, Alfredo Barbieri, Rafael Carret, Adolfo Stray, Pedrito Rico, Blanquita Amaro, Amelita Vargas, Gogó y Tono Andreu, Jorge Luz, Xénia Monty, Alicia Márquez, Juan Carlos Mareco y Juanita Martínez.

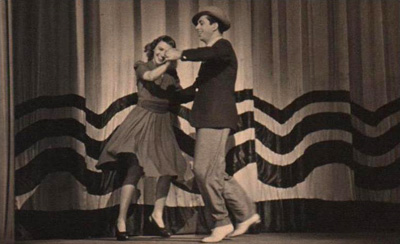
Lita Enhart y Juan Carlos Thorry en la revista ¡Qué problema el de la carne!, presentada en el Maipo en 1941.

Según Prestigiacomo, tras el estallido de la Segunda Guerra Mundial en 1939, la revista adoptó un tono más mesurado y menos ostentoso que lo habitual. Entrados los años 1940, el género se había volcado casi por completo hacia temáticas políticas, como lo demuestran obras como El dólar está cabrero  y El gran casorio político, influidas por las dificultades de la presidencia de Roberto Marcelino Ortiz, quien, debido a problemas de salud, delegó el poder en Ramón S. Castillo en 1940 y luego renunció en 1942, permitiendo que este asumiera plenamente la presidencia. En un contexto de inestabilidad política, el gobierno de Castillo se destacó por su carácter autoritario y la implementación del fraude electoral. En aquellos años, el cómico Pepe Iglesias hizo su monólogo más celebrado, titulado Las tres virtudes políticas: Santa Fe, Esperanza y Fraude. Sin embargo, las referencias a la política no siempre incluían una postura crítica, sino que a menudo eran utilizadas para transmitir mensajes conservadores. Por ejemplo, en una reseña de la revista El dictador en el Maipo (1941), un indignado autor de Crítica señaló que el espectáculo satirizaba a los gobiernos democráticos de otros países con el «evidente propósito de exaltación a las dictaduras por efecto contrario».
El período comprendido entre el golpe de Estado de 1943 y la elección de Juan Domingo Perón como presidente en 1946 fue el de mayor discriminación hacia la revista, cuando la nueva dictadura militar limitó el uso del lunfardo (desdibujando así la identidad del tango), las referencias al sexo y los temas políticos. Sobre esto, Adriana Libonati y Karina Mauro señalaron que: «El poder se hace eco de las expectativas sociales imperantes durante estos años, donde la apelación a la familia es primordial». Para hacer frente a la censura y no perder público, la revista recurrió a la importación de figuras y ritmos internacionales, fundamentalmente del Caribe y Brasil. Según Prestigiacomo, se produjo además una «carioquización de las coreografías y de la música». A pesar de esto, la revista siguió intentando llevar la realidad sociopolítica a escena: en 1944 se estrenan Ahora sí que estamos bien, con frío y sin kerosén y No hay más estado de sitio, ambas de Antonio Botta y Marcos Bronenberg. En esta última, Sofía Bozán, representando a la Democracia, pronunció un monólogo titulado ¡Cuando voten las mujeres!.

A finales de la década del 30 y comienzo del 40 en el Maipo empezaron a aparecer caras nuevas. En la década del 40, las primeras figuras de la sala de la calle Esmeralda éramos Pepe Arias y yo. Todavía se hacía revista política y puedo decir que fui el primero que caracterizó a Perón en escena. Hice el Crispín de Los intereses creados de J. Benavente pero con la cara maquillada imitando a Perón. De inmediato me lo prohibieron. (...) También contrataron a Ubaldo Martínez para que hiciera de Farrell. La década del 40 marca la decadencia de la revista política. (...) Yo hice en escena a casi todos los presidentes de la República, desde Hipólito Yrigoyen hasta Perón.
Marcos Caplán (1905–1979)

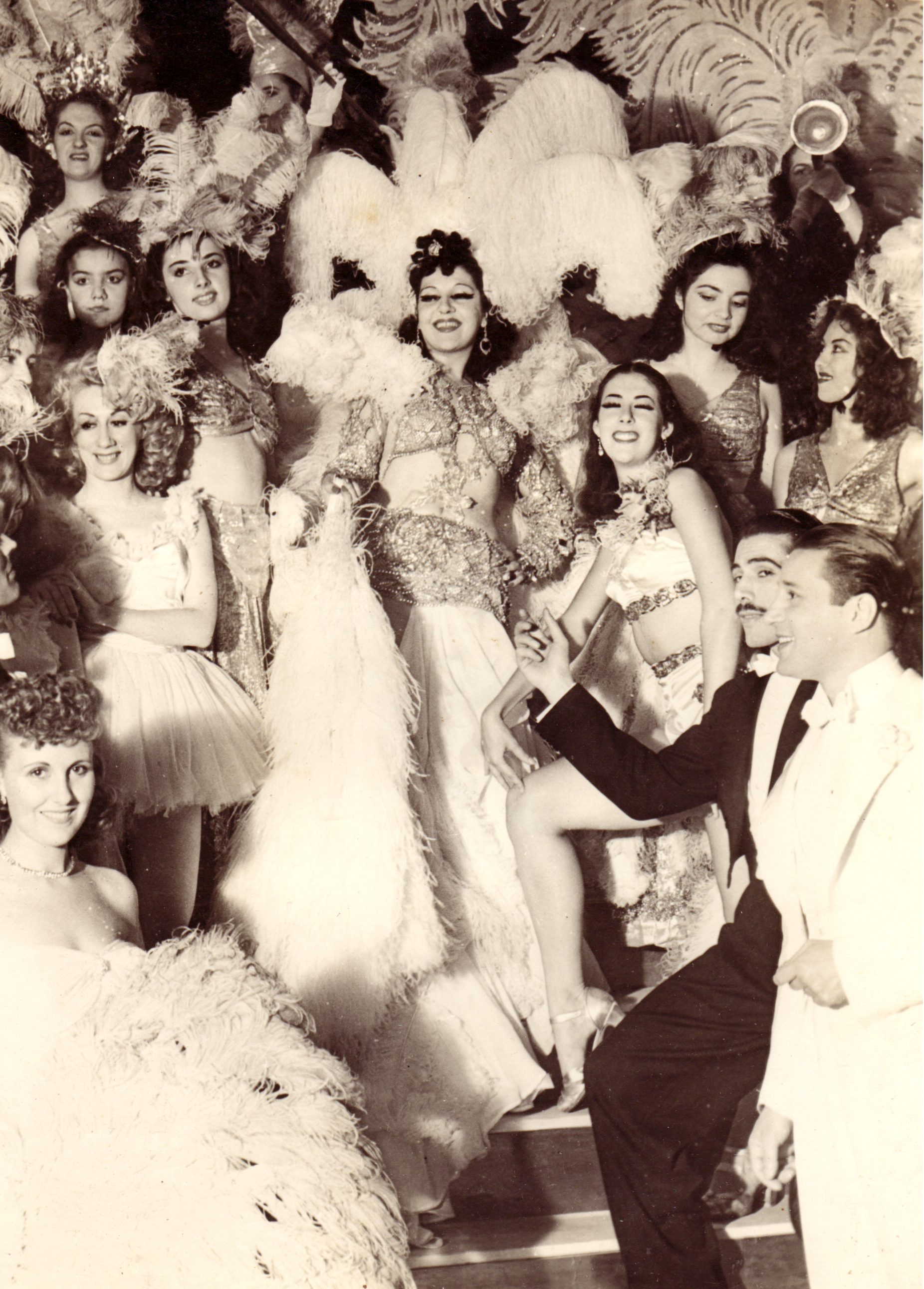
La vedette Sarah Rivera (en el centro) en una revista de los años 1940.

La política del primer gobierno de Perón respecto al teatro y otros productos culturales se caracterizó por la censura, en la cual la gestión del funcionario Raúl Apold fue determinante. No se permitía la parodia directa de figuras políticas, y también se restringía la referencia indirecta, un recurso fundamental en el humor político de la revista porteña. A diferencia de gobiernos anteriores, donde existían ciertos espacios culturales con mayor libertad, en el período peronista no se dio un acuerdo tácito entre artistas, público y crítica para abordar temas políticos de forma sutil o implícita. Según Libonati y Mauro: «Probablemente esto fuera así porque la base social del peronismo eran las clases populares, consumidoras de revistas y de todo discurso vehiculizado a través de medios de comunicación masivos: radio, cine, etc.». Entrevistado por la revista Siete Días Ilustrados en 1974, el reconocido empresario teatral Carlos A. Petit afirmó que el humor político, que había regresado en los años 1930, se debilitó y terminó por extinguirse durante el gobierno peronista, señalando: «Al no poder usarse el gag de actualidad el humor se vuelca hacia el erotismo. El ambiente es propicio: el cine se vuelve progresivamente escabroso y la revista sale a competir con la pornografía ambiente». Sin embargo, en opinión de Marcos Bronemberg, la parodia política no desapareció durante los años 1940, citando como ejemplo la revista Yo te daré una cosa que empieza con P, en la cual Raimundo Pastore imitó a Perón y María Esther Gamas interpretó a «Doña Rosada». Además, se registran títulos de la época con clara alusión política, como Votos del árbol caído, perones del viento son, ¡Qué fenómeno la política! y ¡Qué frío andar sin saco! (en referencia a los «descamisados»); mientras que Sofía Bozán llegó a bromear sobre la vestimenta de Eva Perón.

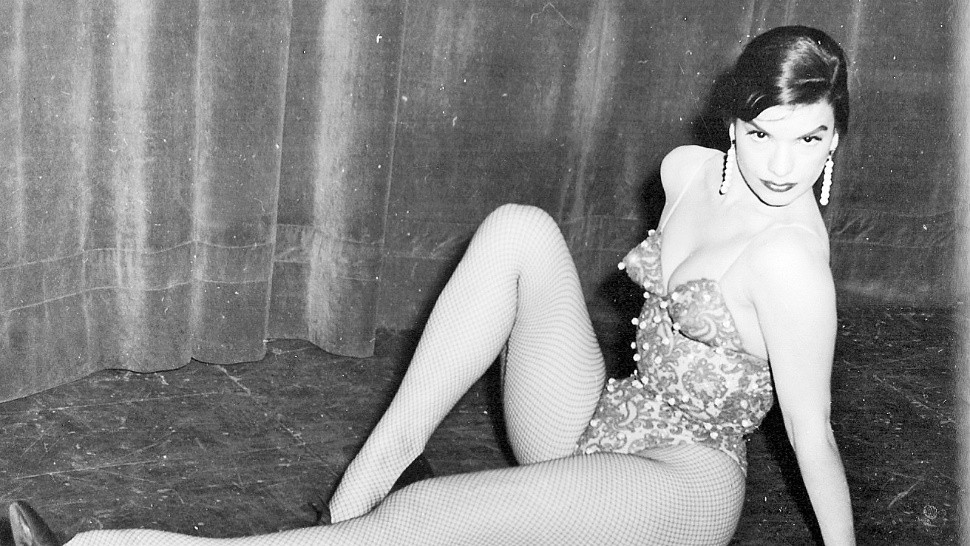
Nélida Roca —quien tuvo su época de esplendor en la década de 1950— es considerada una de las vedettes más importantes en la historia del género.

A pesar del debilitamiento del humor político, la revista porteña atravesó uno de sus momentos de mayor esplendor durante el peronismo, con los teatros Maipo y El Nacional liderando el género. Desde 1952, tras el fallecimiento de Eva Perón y, especialmente, a raíz de la ruptura entre Perón y la Iglesia, el gobierno adoptó «una concepción más hedónica de la vida», permitiendo una mayor apertura en temas de sexualidad y fomentando la diversión popular. La cultura popular recibió un impulso considerable y los espectáculos empezaron a reflejar rasgos típicos de la época, como un marcado nacionalismo, exaltando lo argentino (como es el caso de la revista  Estos churros son caseros) y caracterizando el período anterior al peronismo como «prehistoria». Al mismo tiempo, se incorporaron elementos del pasado como el tango y la vida nocturna, buscando la «conformación de un imaginario histórico común y a aunar la figura del espectador con la de trabajador». La «reina indiscutible» del período fue la vedette Nélida Roca, apodada la «Venus de la calle Corrientes», quien hizo su debut hacia 1950. Roca ingresó a la revista de la mano de Luis César Amadori y pronto se convirtió en la vedette más destacada de todo el género, viviendo su mayor esplendor en los años 1950 y cosechando grandes éxitos hasta su retirada definitiva en los años 1970. Es considerada un mito del género y el máximo referente de la figura de la vedette. En aquellos años también se consolidó la carrera de Carlos A. Petit, uno de los empresarios más destacados del género—apodado el «zar de la revista»—que ingresó al teatro El Nacional en 1952 al asociarse con su director Enrique Muscio y tras haber trabajado en destacados teatros de la avenida Corrientes como el Maipo, el Ópera, el Odeón, Comedia y el Politeama.

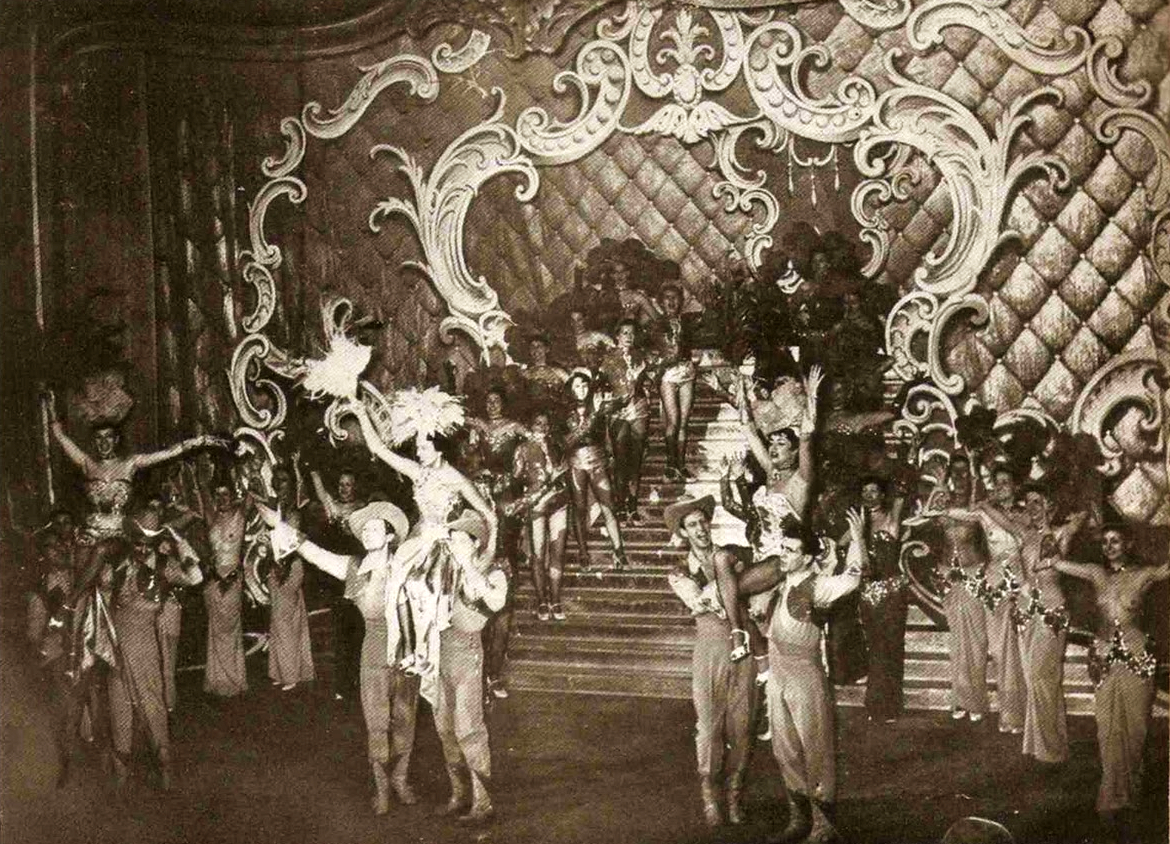
Vista de la presentación del Folies Bergère de París en el teatro Ópera en 1954, la cual provocó cambios en la revista local.

En marzo de 1954, la revista porteña se conmocionó con el estreno del espectáculo de la compañía del Folies Bergère de París en el teatro Ópera, contratada por el empresario Clemente Lococo. Titulado Folies de París, el espectáculo fue una megaproducción prohibida para menores de 18 años con todo traído de Francia, incluyendo elenco, director, vestuario, coreográfo y escenografía.  Al año siguiente se estrenó otro espectáculo francés, el del Lido de París, con igual repercusión. La reacción de la escena revisteril porteña a las presentaciones francesas fue inmediata, estrenando obras que exaltaban lo nacional en contraposición a ellas o que aludían al uso que hacían del desnudo, tales como: Gran Festival Porteño y Estos churros son caseros en el Maipo; ¡Chau belleza!, De París llegó el desnudo, El Folies se hizo porteño e Igualito que París en el teatro Comedia; Buenos Aires versus París en El Nacional; y Los misterios del desnudo y Se dio el desnudo en el teatro Argentino. Aunque el impacto de la llegada del Folies y el Lido recuerda al de los espectáculos franceses de los años 1920, Prestigiacomo señaló que «a diferencia de lo que pasó con las francesas de Madame Rasimi en 1922, [no dejaron] mucha huella en la revista porteña, ya lo suficientemente afrancesada para el gusto rioplatense». La influencia francesa se hizo notar en un renovado gusto por el lujo y la opulencia en escenografías y vestuario, la presencia de coristas semidesnudas, el diseño de programas de sala más elaborados y la incorporación de artistas como Christine Niky, Xenia Monty y May Avril, que decidieron quedarse en la ciudad para trabajar en la revista porteña. Las vedettes argentinas comenzaron a incorporar el desnudo en sus presentaciones, siendo Thelma del Río la primera en atreverse, aunque, a diferencia de los espectáculos franceses, el público de la revista porteña mostró preferencia por la insinuación máxima en lugar del desnudo total, que consideraban poco elegante.
«Después de 1955 retorna la sátira política: pero no será por mucho tiempo ya que la suntuosidad de las puestas, su alto costo exige una larga permanencia en cartel. Y las largas permanencias están reñidas con el cambiante ritmo de la política».

### 1960-1975: Últimos años de esplendor

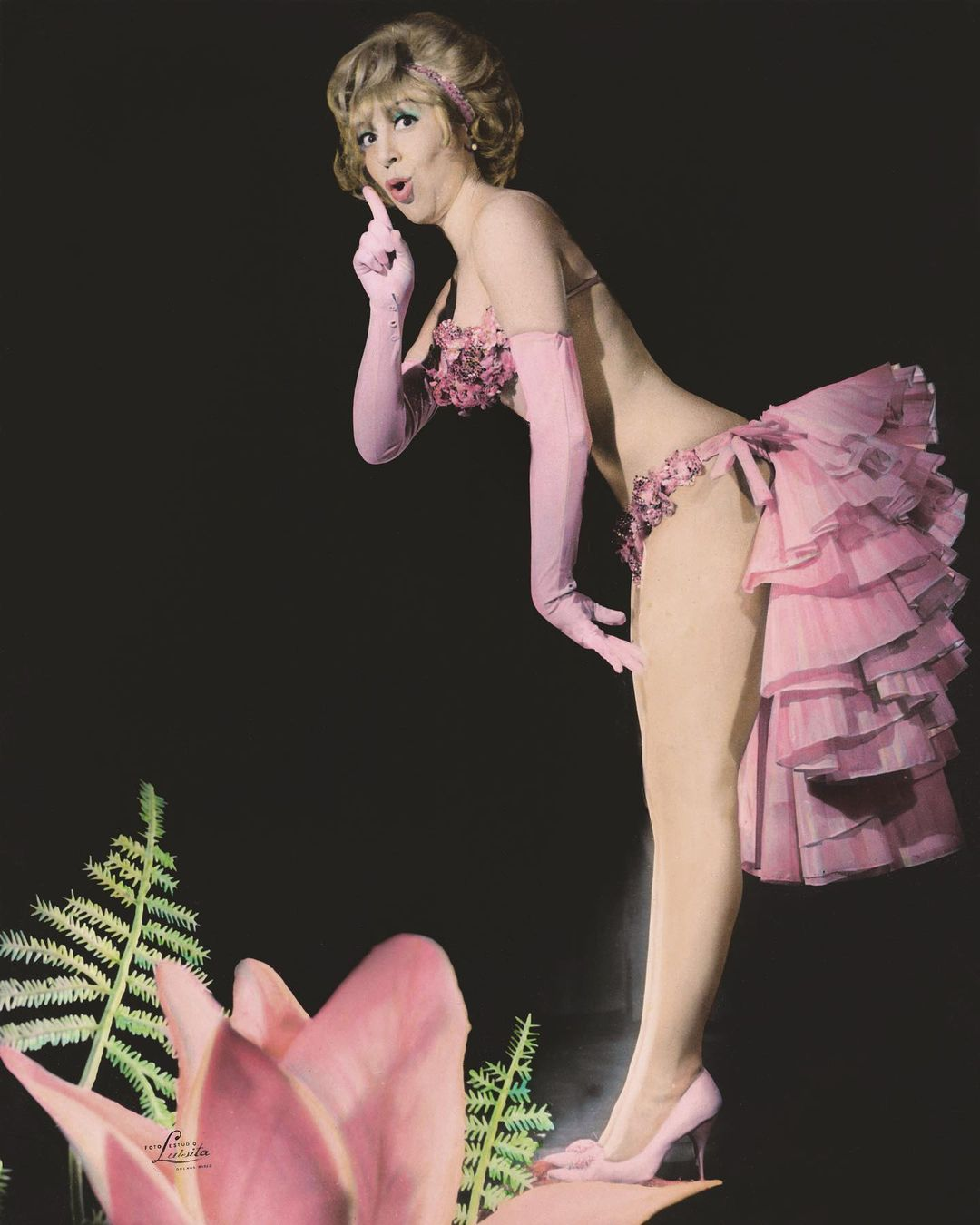
La vedette Juanita Martínez en 1964.

En los años 1960, la revista porteña debió competir con el género del café-concert. Empezó a extenderse durante la década un nuevo tipo de humor en las producciones revisteriles, «más aplacado [y] menos político».
En 1969, Carlos A. Petit contrató a Nélida Lobato —quien había desarrollado una fructífera carrera en Estados Unidos y París— como vedette para una revista Corrientes... casi esquina Champs Elysées en el teatro El Nacional, cosechando un gran éxito. La carrera de Lobato durante los años 1970 —dividida entre los teatros Maipo y El Nacional— la consagraron como una de las vedettes más importantes de la historia de la revista porteña, comparabale a la figura de Nélida Roca.

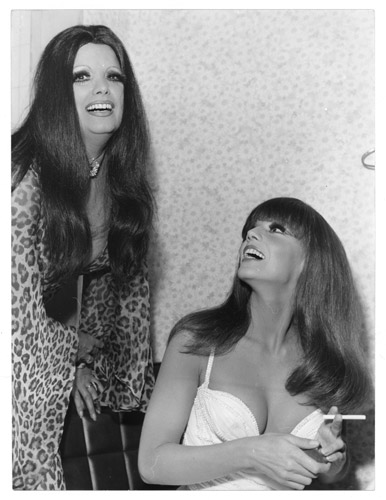
Nélida Roca y Susana Giménez detrás de escena de La revista de oro, presentada en el Teatro Maipo en 1974.

A pesar de comenzar a perder popularidad, la revista siguió cosechando éxitos. En un reportaje de 1974, Siete Días Ilustrados declaró que el teatro de revista estaba atravesando un nuevo auge aquel año, con la aparición de nuevas salas, nuevas vedettes provenientes de la televisión y el cine, y el retorno al escenario de antiguas figuras. La nota señalaba que «el primer mes del Astros (1.147 localidades) cosechó 250 millones de pesos viejos; el recién llegado Sans Souci (pensado para turistas, con capacidad para 300 personas) recaudó en sus 15 primeros días 30 millones, luciendo a las hermanas Ethel y Gogó Rojo y Juan Verdaguer. El Maipo, con 800 localidades, embolsa mensualmente 130 millones. El Cómico, con la ya paralizada Banana mecánica, recaudó igual suma pero en dos meses». En su balance del año, la revista Gente señalaba «cifras récord» en el teatro, con dos revistas a la cabeza de los mayores éxitos del año: La revista de oro estrenada en el teatro Astros, que recaudó $1.389.689.000; seguida de El Maipo es el Maipo, con Nélida Lobato, Dringue Farías y Katia Iaros, que recaudó $727.845.500. La revista de oro fue el debut como vedette de la hasta entonces modelo Susana Giménez, y el regreso (y último espectáculo) de Nélida Roca, quien para entonces era descrita por la prensa como un «mito viviente», la «reina indiscutible de la revista porteña» y un «fenómeno que no tiene precedentes».

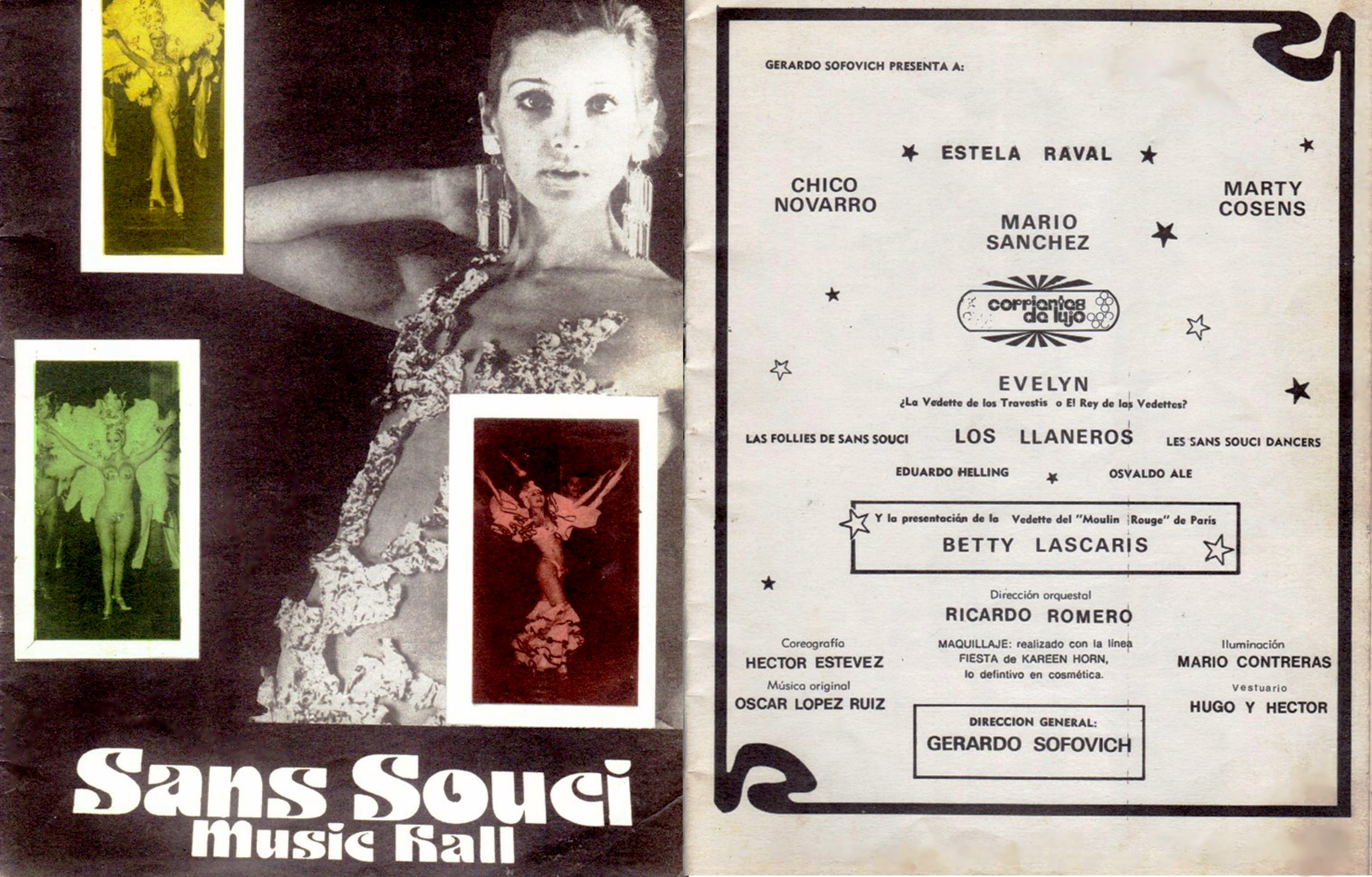
Programa de la revista Corrientes está de lujo en el Teatro Sans Souci en 1975.

La década de 1970 también fue una época de «destape artístico travesti», que comenzó con la llegada de una travesti brasileña que actuó en un conocido teatro de Buenos Aires. Su espectáculo abrió el camino para actuaciones posteriores de travestis locales. Vanessa Show fue la primera vedette travesti-trans de la revista porteña. Considerada una figura pionera, se convirtió en una de las vedettes travesti más famosas del teatro de revista, participando en espectáculos como Corrientes... casi esquina Champs Elyseés y ¿Pourquoi pas? junto a Nélida Lobato. Una figura menos recordada, aunque recientemente recuperada, es la del «transformista» Jorge «Evelyn» Pérez, quien a partir de 1974 apareció en revistas como Los vecinos de Corrientes, Verdísimo, Una noche de locura y Corrientes de lujo, siendo esta última el hito de su carrera en el país. Tanto Vanessa Show como Evelyn debieron exiliarse en el exterior a mediados de la década debido a amenazas y agresiones violentas por parte de las fuerzas de seguridad.

### 1975–actualidad: Decadencia y desaparición

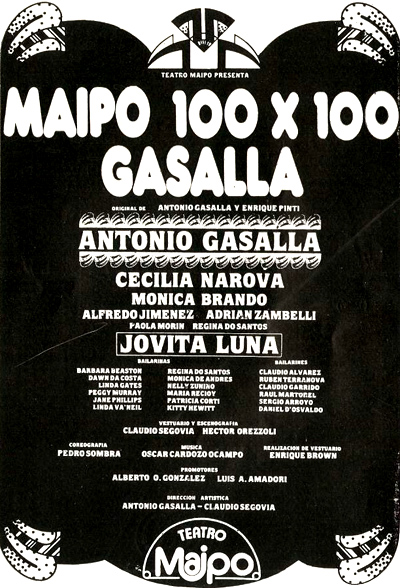
Afiche de la revista Maipo 100x100 Gasalla de Antonio Gasalla, presentada en el Teatro Maipo en 1981.

La asistencia al teatro de revistas disminuyó significativamente después de la crisis económica del segundo semestre de 1975 conocida como el Rodrigazo, que resultó en un incremento del 400% en el precio de las plateas. Antes de esa política económica, el público que asistía a las revistas representaba aproximadamente el 48% de la audiencia, pero durante 1976 descendió al 25%. En contraste, el teatro orgánico experimentó un rápido crecimiento y llegó a ocupar la misma posición que solía tener la revista, llegando a un 50% en total.
Las especulaciones sobre la decadencia o desaparición de la revista porteña han circulado desde la década de 1970. Aunque perduró, la revista se «degeneró», tornándose progresivamente más misógina y vulgar. Según Borlero: «Su apogeo continuó hasta mediados de los ochenta, pero con la llegada de la democracia y la libertad, los argentinos le dieron la espalda a la revista porteña, que murió a pesar de algunos intentos válidos posteriores por revivirla».
Una novedad de los años 1990 fue la inclusión de la travesti como primera figura femenina en la revista, cuando hasta entonces se limitaba a ser «dregadada, maltratada verbal y físicamente por el cómico durante sketches frecuentemente redudantes en manoseos y obscenidades de todo tipo». La tendencia se inició con el estreno en 1995 de Viva la revista en el Maipo, con Cris Miró como figura central. Trastoy y Zayas de Lima señalan que este «cambio en el esquema de la revista clásica se debió a que el travestismo sexual y político era el verdadero tema del espectáculo». A partir de entonces, otras producciones revisteriles incluyeron a travestis como figuras centrales, independientemente de la tématica.

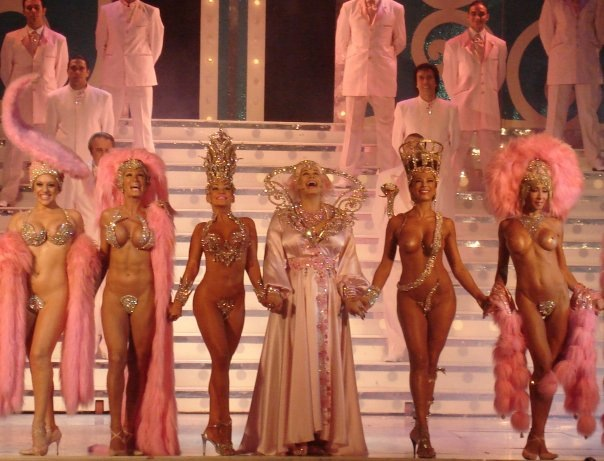
Saludo final de Vedettísima en el teatro Tabarís en 2009, con María Eugenia Ritó, Carmen Barbieri y Ximena Capristo en el centro.

El siglo XXI se caracterizó por un declive continuo de la revista porteña como forma de entretenimiento dominante, a pesar de los esfuerzos de algunas figuras por mantener su relevancia. Humoristas destacados como Juan Carlos Calabró continuaron activos, y surgieron nuevos talentos, pero ninguno alcanzó el brillo de las estrellas de épocas pasadas. El productor Lino Patalano, fallecido en 2022, fue uno de los últimos en impulsar el género con producciones ambiciosas, tras la pérdida de otros grandes productores como Hugo Sofovich (fallecido en 2003) y Gerardo Sofovich (fallecido en 2015), sin que nadie lograra llenar su vacío.  Artistas como Moria Casán, un ícono perdurable, junto a Jorge Corona, Adabel Guerrero, Miguel Ángel Cherutti y Nito Artaza, encabezaron diversos proyectos que atrajeron público, aunque sin recuperar el esplendor de antaño. Incluso el periodista Jorge Lanata incursionó en el género en 2008 con La rotativa del Maipo, un intento notable pero insuficiente para revitalizarlo.
Según Fabio Ladetto, la decadencia de la revista porteña se atribuye en gran medida a la ausencia de un capocómico central, figura clave en el estilo clásico del género.  Estos artistas, conocidos como «cortineros» por sus monólogos frente al telón, eran esenciales para captar la atención del público.  En su lugar, se promovieron obras de enredo con elencos corales, donde el humor se distribuía entre varios intérpretes en lugar de recaer en una sola estrella, marcando un cambio significativo en la estructura tradicional de la revista.

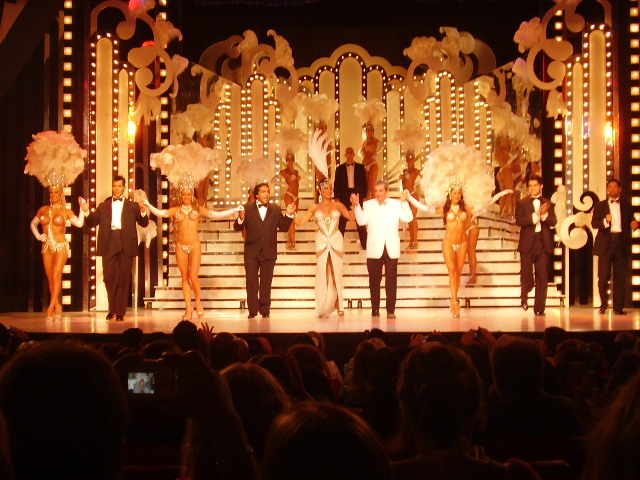
El elenco del espectáculo La fiesta está en el lago, presentada en Villa Carlos Paz en 2009, con Florencia de la V, Mónica Farro y «El Negro Álvarez», entre otros.

En un reportaje de 2012 sobre el presente de la revista porteña, La Nación señaló que «los protagonistas y testigos de sus transformaciones aseguran que hoy son pocos, o casi nulos, los espectáculos que respetan todas las convenciones que distinguían al género tradicionalmente». Entrevistados en el artículo, Moria Casán, Carmen Barbieri y Nito Artaza coincidieron en que el género ya no existía como tal en forma pura. Casán consideró que las revistas actuales eran en realidad music halls, mientras que Artaza señaló la influencia de la televisión, afirmando que «ahora no se puede mantener mucho tiempo un sketch, porque la gente está acostumbrada al ritmo del zapping».
A finales de la década de 2010 y principios de la década de 2020, el auge del feminismo impactó en la recepción de la revista porteña, un género comúnmente asociado al humor basado en la cosificación de las mujeres. En febrero de 2020, Perfil entrevistó a diez actrices acerca del rol de la mujer en el teatro de revista tras estos cambios sociales. La vedette Nerina Sist declaró: «Ha cambiado tanto, que el conchero —hoy "tapa sexo"— se dejó de usar. En el escenario, sí, quizás, salgo en bikini dos segundos, porque hago un espectáculo para toda la familia. Ya no existen las revistas de antes, en las que había veinte chicas mostrando la cola y las lolas. Ahora es más liviano, hay más comedias». Por su parte, Ana Acosta señaló: «Al género de la revista no se le puede quitar la vedette. No sería revista. Lo que sí cambia es que scketches viejos fueron modificados porque eran subidos de tono y se reían de la mujer y no con ella».
En 2018, el dramaturgo Roberto Perinelli declaró: «La revista ha muerto. (...) La revista fue muy exitosa en una época donde ver una mujer desnuda era una especie de milagro. Hoy prendemos la computadora y vemos 100 mil, o la televisión misma. Por otro lado, en época de censura oficial muy férrea, en el teatro de revista se podía permitir decir una serie de cosas, que en otro lado era imposible».

## Legado
Aunque históricamente ha sido menospreciada como un género menor y «chabacano», la revista porteña es considerada un referente central en la historia cultural de la ciudad de Buenos Aires. En 2013, la Legislatura de la Ciudad Autónoma de Buenos Aires la declaró Patrimonio Cultural de la ciudad a través de la Ley N.º 4771, pasando a integrar un listado que incluye a otras expresiones culturales locales como el tango o el fileteado.
En 2023, el género volvió a cobrar notoriedad como pieza clave en el argumento de la segunda temporada de la telenovela Argentina, tierra de amor y venganza, emitida en Canal 13. En 2025, el Teatro Nacional Cervantes estrenó el espectáculo La Revista del Cervantes, una ambiciosa producción que homenajeó a la revista porteña.